# Família Atari de 8-bits

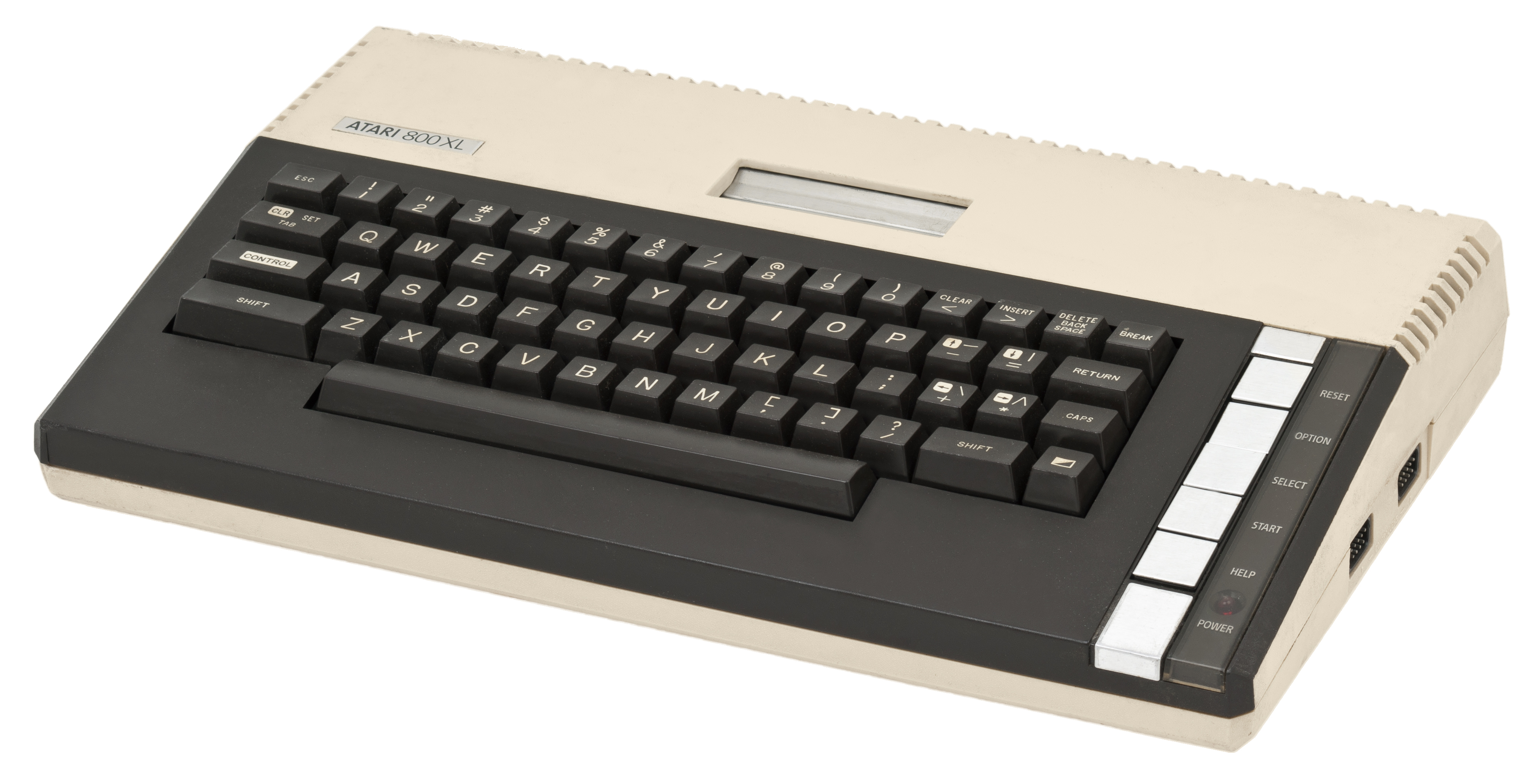
Um Atari 800XL, uma das máquinas mais populares da série.

A Atari produziu uma série de computadores domésticos de 8 bits baseados no microprocessador 6502 da MOS Technology, a partir de 1979. Ao longo da década seguinte, várias versões do mesmo projeto básico foram desenvolvidas. Estas incluíam o Atari 400 e 800 originais, e seus sucessores, as séries de computadores XL e XE. Todavia, os modelos permaneceram grandemente idênticos internamente. Eles foram os primeiros computadores domésticos projetados com coprocessadores customizados. A IBM chegou mesmo a considerar o licenciamento do Atari para seu computador pessoal, mas decidiu-se por construir um. Todavia, falhas de projeto, problemas internos da empresa e mudanças rápidas no mercado contribuíram para o fim dos computadores de 8 bits da Atari.